# 芝生瑞和
芝生 瑞和（しぼう みつかず、1945年8月15日 - 2005年3月3日）は、日本の国際ジャーナリスト。

## 生涯
東京都生まれ。
学習院初等科、中等科、高等科を経て、1970年米国アマースト大学卒。1971年ソルボンヌ大学卒。東海大学、神戸市外国語大学、日本女子大学講師。1996年から1998年ハーバード大学ロースクール客員研究員。2000年米国ニューポート・アジア・パシフィック大学より名誉博士号。
NGO活動にも尽力し、ポーランド連帯、パレスチナ、ニカラグア支援等に関わる。
1981年、パレスチナ解放機構のアラファート議長来日時にはアテンド、通訳を務めた。
母方の祖父は荒木貞夫元陸軍大将、第一次近衛内閣文部大臣、男爵。父方の祖父は芝生佐市郎元陸軍中将。

## 著書
- 『アンゴラ解放戦争』（岩波新書） 1976
- 『ユーロコミュニズムの実験』（三一書房） 1978
- 『タイ・密林の解放戦線 アジアの若ものに未来はないか 世界初、単独潜入ルポ』（現代史出版会） 1979
- 『ポーランド・労働者の反乱』（編著、第三書館） 1981
- 『アラーとマルクスと石油 入門・中東問題の読み方』（光文社、カッパ・ビジネス） 1982
- 『黄色い花の革命 フィリピン1986』（毎日新聞社） 1986
- 『図説フランス革命』（編著、河出書房新社） 1989
- 『フジモリ大統領とペルー』（河出書房新社） 1991
- 『図説アマゾン 大森林の破壊』（桃井和馬写真、河出書房新社） 1992
- 『パレスチナ合意 背景、そしてこれから』（岩波ブックレット） 1993
- 『アメリカよ、驕るなかれ』（毎日新聞社） 2001
- 『「テロリスト」がアメリカを憎む理由』（毎日新聞社） 2001
- 『パレスチナ』（文春新書） 2004

## 翻訳
- 『兵器と文明 そのバロック的現在の退廃』（メアリー・カルドー、柴田郁子共訳、技術と人間） 1986